# Bogoljub Jevtić
Bogoljub Jevtić, cyrilicí Богољуб Јевтић (24. prosince 1886 – 1960), byl srbský diplomat, politik a jugoslávský premiér.

## Život a související politická činnost
Jevtić se narodil v Kragujevaci. Vystudoval práva v Bělehradě a vyšší obchodní školu v Berlíně. V letech 1912–1917 působil v armádě a od roku 1917 působil v diplomatických službách. V letech 1929–1932 byl ministrem dvora a mimo to byl v letech 1929 až 1930 zastupujícím náměstkem ministra zahraničních věcí. Od 2. července 1932 do 20. prosince 1934 byl ministrem zahraničních věcí. V rukou Jevtiće naposledy vydechl jugoslávský král Alexandr, který se stal obětí marseillského atentátu. Jevtić, vnímaný jako zastánce pevné linie, se 20. prosince 1934 stal premiérem a nechal se slyšet, že bude chránit a dodržovat ústavu. Celkové zlepšení poměrů naznačovala i amnestie regenta Petra, která se vztahovala na politické vězně, a proto také na chorvatského předáka Vladka Mačeka. Jevtić do vlády přivedl finančníka Milana Stojadinoviće. V únoru vláda rozpustila parlament a vyhlásila volby, od čehož si slibovala upevnění svých pozic. Zvláštní způsob přepočtu získaných hlasů na mandáty a také účelová manipulace výsledků – vyhlášených nadvakrát a pokaždé jinak – způsobila, že Jevtićova vládní kandidátka získala 303 mandátů, zatímco opozice pouze 67. Opozice reagovala svoláním vlastního zasedání do Záhřebu v den, kdy se v Bělehradu sešla skupština. Jevtićovi šlo v té době také k tíži, že připustil veřejné útoky proti Chorvatům kvůli smrti krále Alexandra. Ve prospěch zklidnění situace vybízeli ministři Petar Živković a Stojadinović. 20. června 1935 podalo pět ministrů – včetně Živkoviće a Stojadinoviće – demisi, čímž přivodili pád vlády. Jevtić skončil ve funkci premiéra a ministra zahraničí 24. června 1935. Za druhé světové války působil v exilové vládě jako ministr dopravy (1941–1942), ministr bez portfeje (do 1943) a ministr lesnictví a těžby (červenec – srpen 1943). Po válce zůstal v cizině. Zemřel v Paříži.